# Aki Rahimovski
Aleksandar Aki Rahimovski (Niš, 5. lipnja 1955. – Novo Mesto, 22. siječnja 2022.) bio je makedonsko-hrvatski pjevač, najpoznatiji po angažmanu u zagrebačkom sastavu Parni valjak.

## Životopis
Aleksandar Aki Rahimovski rođen je 5. lipnja 1955. godine u Nišu, ali je ubrzo s obitelji preselio u Skoplje. Kako mu je otac bio glazbeni profesor, sa sedam je godina krenuo u glazbenu školu, odsjek klavir i pjevanje.

### Glazbena karijera
Kao tinejdžer bio je član nekoliko sastava od kojih su neki Grupa Vakuum, Krvna braća i Grupa Torr, s kojom je nastupio na festivalu u Zagrebu 1975. godine.

#### Parni valjak
Godine 1975. upoznaje gitarista i skladatelja Huseina Hasanefendića – Husa i Juricu Pađena. Te iste godine u suradnji s menadžerom Vladimirom Mihaljekom Mihom osnivaju prvu postavu Parnog valjka kao nekakva zagrebačka varijanta Bijelog dugmeta. Prvu postavu Parnog valjka činili su: Aki Rahimovski (vokal, klavir), Husein Hasanefendić Hus (solo gitara, akustična gitara, vokal), Srećko Antonioli (bubnjevi), Zlatko Miksić – Fuma (bas-gitara) i Jurica Pađen (solo gitara, akustična gitara). U 30-godišnjoj karijeri Parni valjak je objavio 16 studijskih albuma, 14 singlova, 5 uživo albuma, 4 kompilacije te 2 koncertna DVD-a. Svoj prvi studijski album objavili su 1976. godine pod nazivom Dođite na show!, kojeg je objavila beogradska diskografska kuća PGP-RTB. Godinu dana kasnije zagrebački Jugoton plasira i njihov drugi album pod nazivom Glavom kroz zid. Treći studijski album Gradske priče objavljuju 1979. godine, a taj je album doživio i svjetsku distribuciju pod nazivom City Kids. Četvrti album Vruće igre izlazi 1980. godine, a kao i prethodni snimljen je u studio CSB u Milanu, a na kojem su otkrili najomiljenije teme članova utemeljitelja, pjevača Akija i autora Husa. Godine 1981. izlazi šesti studijski album Vrijeme je na našoj strani. Glavnom ulicom, kao sedmi studijski album, objavljen je 1983. godine, a godinu dana kasnije i osmi pod nazivom Uhvati ritam. Svi albumi doživljavaju zlatne i platinaste tiraže, a ukupni tiraži već su imali nekoliko milijuna. Deveti studijski album objavljuju 1985. godine pod nazivom Pokreni se!, a deseti, Anđeli se dosađuju?, izlazi 1987. godine na kojem se našao i legendarni mega hit "Jesen u meni".
Posljednja se postava sastava počinje okupljati 1988. godine kada prilikom snimanja jedanaestog studijskog albuma Sjaj u očima sekciju Valjka nadopunjuju basist Zoran Preksavec – Preksi i bubnjar Dražen Scholz, a 1989. godine Valjku se pridružuje i klavijaturist Berislav Blazević – Bero. Godine 1990. nova postava snima album Lovci snova, a 1991. godine povodom 15 godina rada sastav na tržište obajvljuje uživo album Svih 15 godina na kojem se našlo 29 uživo pjesama, a iste godine objavljena je i kompilacija Pusti nek' traje. Godine 1992. u sastav dolazi i ponajbolji hrvatski gitarist Marijan Brkić – Brk, koji, kao i Scholz i Blažević ostaje do samog raspada sastava. Godine 1993. Parni valjak snima i trinaesti studijski album pod nazivom Buđenje, koji dobiva čak 6 Porina, a 1995. izdaju jedan od najprodavanijih hrvatskih albuma svih vremena te definitivno najprodavaniji uživo album, Bez struje: Live in ZeKaeM. Godine 1997. objavljuju četrnaesti po redu studijski album, Samo snovi teku uzvodno. Zastave, petnaesti studijski album, objavljuju 2000. godine, a četiri godine kasnije album Pretežno sunčano?.

#### Solo karijera
Godine 2005., na 30. godišnjicu osnivanja sastava, Hus odlučuje prestati s koncertnim aktivnostima, dok ostatak sastava, pod vodstvom Rahimovskog nastavlja s radom te 2007. godine snimaju album U vremenu izgubljenih. Iste godine nastupili su i u Australiji gdje su održali 5 koncerata.
Početkom 2008. godine se rastaje s pratećim bendom te kreće na turneju po Srbiji s klavijaturistom Emilom Saksom.

#### Ponovno okupljanje Parnog valjka
U jesen 2009. godine Valjak objavljuje veliki povratak u sastavu: Aki, Hus, Brk, Prexi, Bero te novi bubnjar – Dalibor Marinković – Dado; i to u sklopu "Karlovačko live" turneje. Turneja je obuhvaćala 10 gradova, sve je počelo u Dubrovniku, a završilo u Čakovcu. Aki i Valjak tijekom te turneje dokazuju da su još uvijek u samom vrhu hrvatske glazbe te pune sve gradove, a u zagrebačkoj i varaždinskoj areni ruše rekord posjećenosti.
Posjećuju i veće gradove Slovenije te Bosne i Hercegovine, dok u listopadu 2010. godine čak dva puta rasprodaju Beogradsku arenu (petu najveću dvoranu u Europi) te najavljuju koncerte po ostatku Srbije. 

#### Smrt
Iznenada je preminuo 22. siječnja 2022. u Novom Mestu, u 67. godini života, nekoliko dana nakon što su mu u jednoj zagrebačkoj klinici ugrađena četiri stenta.

## Diskografija

### S Parnim valjkom

#### Studijski albumi
- Dođite na show!, PGP RTB, 1976.
- Glavom kroz zid, Jugoton, 1977.
- Gradske priče, CBS/Suzy, 1979.
- City Kids, CBS, 1979.
- Vruće igre, CBS/Suzy, 1980.
- Vrijeme je na našoj strani, Suzy, 1981.
- Glavnom ulicom, Suzy, 1983.
- Uhvati ritam, Jugoton, 1984.
- Pokreni se!, Jugoton, 1985.
- Anđeli se dosađuju?, Jugoton, 1987.
- Sjaj u očima, Jugoton, 1988.
- Lovci snova, Jugoton, 1990.
- Buđenje, Esnaf/Croatia Records, 1994.
- Samo snovi teku uzvodno, Croatia Records, 1997.
- Zastave, Croatia Records, Košava, 2000.
- Pretežno sunčano?, Croatia Records/Master Music, 2004.
- Stvarno nestvarno, Esnaf, 2011.
- Nema predaje (Croatia Records) 2013.
- Vrijeme (Croatia Records) 2018.

#### Uživo albumi
- Koncert – Live '82, Suzy, 1982.
- E=mc², Jugoton, 1986.
- Svih 15 godina, Croatia Records, 1991.
- Bez struje: Live in ZeKaeM, Croatia Records, 1995.
- Kao nekada: Live at S.C., Croatia Records/Master Music, 2001.
- Live in Pula (Croatia Records) 2017.

#### Kompilacije
- Parni valjak (Suzy) 1985.
- Pusti nek' traje (Croatia Records) 1991.
- Balade (Hi-Fi Centar) 1998.
- Koncentrat 1977.-1983. (Hit Records/Suzy) 2005.
- Koncentrat 1984.-2005. (Croatia Records) 2005
- The Ultimate Collection (Croatia Records) 2009.
- Najljepše ljubavne pjesme (Croatia Records) 2010.
- The Best Of (Muzički Magazin) 2010.
- Original Album Collection vol.1 (Croatia Records) 2015.
- Original Album Collection vol.2 (Croatia Records) 2015.
- Antologija (Croatia Records) 2017.

#### DVD
- Koncert (VHS) (Jugoton) 1988.
- Bez struje: Live in ZeKaeM (VHS) (Croatia Records) 1995.
- 25 godina, Croatia Records/Hrvatski telekom, 2002.
- Bez struje: Live in ZeKaeM, Croatia Records, 2005.
- Beogradska Arena Live (DVD) (PGP RTS) 2012.
- Nema predaje (2CD+DVD) 2013.
- Live in Pula (Croatia Records) (2CD+BD) 2017.

#### Ostala izdanja
- Red Tab (Jugoton) 1990.
- Tuborg Promo CD (Croatia Records) 2000.
- 25 godina (Croatia Records) 2000.
- Tuborg Promo (Croatia Records) 2000.
- Karlovačko Live (Suzy/Esnaf) 2009.
- Live OTP (Suzy/Esnaf) 2010.
- Sound of Amstel Premium (Jugoton-Croatia Records) 2013.

#### Singlovi
- "Parni valjak" / "Šizofrenik", Alta/PGP RTB, 1976.
- "Tako prođe tko ne pazi kad ga Parni valjak zgazi" / "Dok si mlad", PGP RTB, 1976.
- "Ljubavni jadi jednog Parnog valjka" / "Teško je biti sam", PGP RTB, 1976.
- "Prevela me mala" / "O šumama, rijekama i pticama", PGP RTB, 1976.
- "Oću da se ženim" / "Ljeto", Jugoton, 1977.
- "Lutka za bal" / "Crni dani", Jugoton, 1977.
- "Od motela do motela" / "Predstavi je kraj", CBS/Suzy, 1978.
- "Stranica dnevnika" / "Ulične tuče", Jugoton, 1979.
- "Ugasi me" / "Ugasi me" (instrumental), Jugoton, 1985.
- "Kekec je slobodan, red je na nas", Croatia Records, 1991.
- "Kaži ja!" / "Sai Baba blues" / "Kaži ja!" (Nu Zagreb Pepsi), Croatia Records, 1997.
- "Mir na jastuku", Croatia Records, 2000.
- "Srcekrad", Croatia Records, 2000.
- "Ugasi me" (uživo), Croatia Records, 2001.
- "Tko nam brani" / "Dok si pored mene", 2002.
- "Nakon svih godina", Croatia Records, 2009.
- "To sam stvarno ja", Croatia Records, 2009.
- "Stvarno nestvarno", 2010.

### Solo karijera

#### Studijski albumi
- U vremenu izgubljenih, Croatia Records, 2007.

## Vanjske poveznice
- Službene stranice Parnog valjka
- Aki Rahimovski na Discogs
- Službeni Web shop Parnog valjka
- Parni valjak web page by Davor Pleše